# Surju
Surju – wieś w Estonii, w prowincji Parnawa, w gminie Surju.